# Nuclear Power School

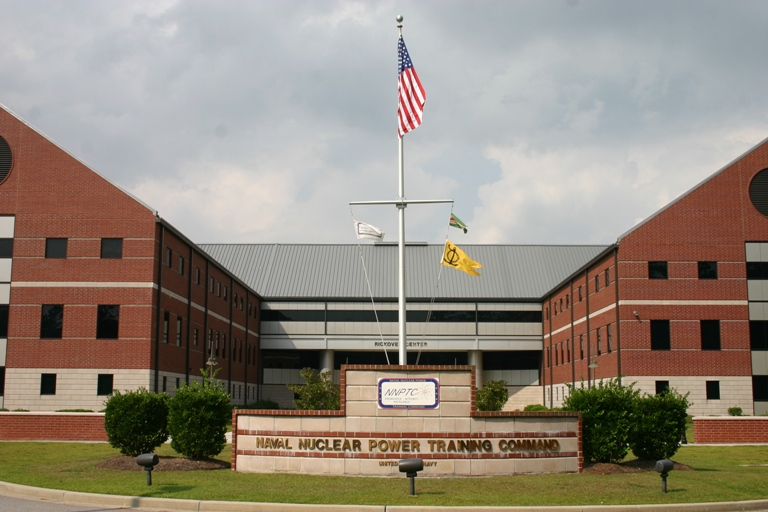
Nuclear Power School.

La Nuclear Power School est une école technique gérée par la marine américaine à Goose Creek, en Caroline du Sud, pour former des marins, des officiers et des civils du Knolls Atomic Power Laboratory (en) (KAPL) et du Bettis Atomic Power Laboratory (en) (BAPL) à la propulsion nucléaire navale. Elle forme ainsi le personnel au fonctionnement et à l'entretien des réacteurs nucléaires à bord des navires et sous-marins de l'armée américaine.
L'école a été fondée en 1955 par l'amiral Hyman Rickover.